# Danse de terreur
Danse de terreur est un roman de fantasy écrit par Robin Hobb. Traduction française du deuxième tiers du livre original Renegade's Magic publié en 2007, il a été publié en français le 25 novembre 2009 aux éditions Pygmalion et constitue le septième tome du cycle Le Soldat chamane.

## Résumé
Fils-de-Soldat est convié à se rendre dans l'habitation de Kinrove, le plus puissant des Opulents, celui qui a créé et qui entretient toujours le processus de danse qui permet de faire régner la peur et le désœuvrement dans la ville de Guetis. Fils-de-Soldat y découvre Dasie, une jeune Opulente farouchement opposée à la danse magique de Kinrove qui prive les clans ocellions de nombreuses vies car les danseurs, une fois qu'ils ont répondu à l'appel magique lancé par Kinrove, dansent jusqu'à leur mort. Elle est également emplie de haine pour les Gerniens et aspirent à les tuer tous, Fils-de-Soldat compris. Avec la complicité de guerriers de son clan ayant amenés des armes en fer, elle brise la danse magique et s'empare du pouvoir de Kinrove. Fils-de-Soldat parvient à la persuader de ne pas le tuer arguant que la magie l'a créé afin qu'il brise l'avancée des Gerniens en territoire ocellion. Il lui présente sa stratégie pour y parvenir : maintenir la danse le temps qu'il entraîne à se battre une petite troupe d'Ocellions. Ensuite, ils attaqueront Guetis en tentant d'y mettre le feu et de tout détruire. En plein hiver, les survivants n'auront alors d'autres choix que d'abandonner leur cité et de se réfugier dans une autre ville.
En quelques jours, une expédition est montée et se rend à Guétis. L'attaque fait de nombreux dégâts matériels et de nombreux soldats gerniens trouvent la mort, au grand désespoir de Jamère Burvelle qui assiste à ces tueries sans pouvoir intervenir, prisonnier dans son corps aux ordres de Fils-de-Soldat. Mais la victoire facile envisagée par Dasie et Fils-de-Soldat n'est pas au rendez-vous et la deuxième partie de l'attaque tourne mal pour les Ocellions qui perdent un tiers de leurs guerriers dont l'Opulente Dasie.
Fils-de-Soldat, dépité de n'avoir finalement fait grandir la haine des Gerniens envers les Ocellions, constate avec horreur que ceux-ci reprennent leur travaux sur la route du roi, se rapprochant dangereusement de l'endroit où se trouve l'arbre de Lisana.